# Грб Смоленске области
Грб Смоленске области је званични симбол једног од субјеката Руске федерације са статусом области — Смоленске области. Грб је званично усвојен 10. децембра 1998. године.

## Опис грба
Опис грба Смоленске области гласи:
У сребрном штиту црни топ са златном лафетом - златна птица гамајун (честа у руској хералдици) са крилима и репом украшеним скерлетно црвеном и зеленом. Штит је крунисан за историјском круном (великокнежевска круна из 1730. године) и окружен траком Лењиновог реда. 
Мото грба: „Несавладив дух све превлада“ (рус. НЕСГИБАЕМЫЙ ДУХ ВСЁ ПРЕВОЗМОЖЕТ) је уписан црним словима на сребрној траци која увезује укрштену зелену грану храста са златним жиром (хералдички десно) и зелену стабљику лана (хералдички лијево) са азурно плавим и златно жутим цвјетовима у средини.